# Галикиев, Сергей Маратович
Сергей Маратович Галикиев (род. 28 ноября 1969, Миасс) — советский и российский боксёр-любитель, тренер-преподаватель и спортивный функционер, представитель лёгкой и полулёгкой весовых категорий. Выступал за национальные сборные СССР и России с конца 1980-х — до середине 1990-х годов, мастер спорта СССР международного класса (1990), бронзовый призёр Кубка мира, бронзовый призёр чемпионата СНГ, двукратный чемпион России, серебряный призёр Спартакиады народов СССР, участник первенств Европы и мира.
На соревнованиях представлял Челябинскую область.

## Биография
Сергей Галикиев родился 28 ноября 1969 года в городе Миассе Челябинской области. Учился в миасской средней общеобразовательной школе № 4, затем окончил электромеханический техникум.
Имеет высшее образование, в 1996 году окончил Уральскую государственную академию физической культуры.
И после завершения спортивной карьеры начиная с 1997 года работал тренером-преподавателем по боксу в Специализированной детско-юношеской спортивной школе Олимпийского резерва Челябоблспорткомитета. Преподаватель на кафедре бокса Уральского государственного университета физической культуры. Вице-президент Федерации бокса Челябинска, начальник сборных команд Центра олимпийской подготовки.

## Любительская карьера
Активно заниматься боксом начал в возрасте одиннадцати лет в 1981 году, проходил подготовку в спортивном клубе при Уральском автомобильном заводе под руководством тренера С. В. Мыльцева. Позже в 1987 году переехал на постоянное жительство в Челябинск, присоединился в челябинскому спортивному клубу «Урал», где был подопечным заслуженных тренеров Владимира Викторовича Рощенко и Халила Хамитовича Лукманова.
Первого серьёзного успеха как боксёр добился в 1987 году, выиграв всесоюзный турнир памяти С. В. Хохрякова в Копейске — тем самым выполнил норматив мастера спорта СССР. В 1989 году одержал победу на международном турнире Вацлава Прохазки в Чехословакии.
Одним из самых успешных сезонов в карьере Галикиева оказался сезон 1990 года, когда он вошёл в основной состав советской национальной сборной и стал бронзовым призёром Кубка мира в Гаване, выиграв в том числе у известного немецкого боксёра Марко Рудольфа. Помимо этого, он был лучшим на первенстве Вооружённых Сил СССР и на чемпионате мира среди военнослужащих социалистических стран в Венгрии. За эти выдающиеся достижения был удостоен почётного звания «Мастер спорта СССР международного класса».
В 1991 году выступил на летней Спартакиаде народов СССР в Минске, где стал серебряным призёром, уступив в финальном поединке лёгкой весовой категории представителю Ташкента Артуру Григоряну. Год спустя занял первое место на чемпионате России в Уфе и завоевал награду бронзового достоинства на чемпионате СНГ в Тамбове. Также получил серебро на Кубке Канады в Оттаве, выступил на чемпионате мира среди военнослужащих в Дании и принял участие в матчевой встреча со сборной США.
На домашнем чемпионате России 1993 года в Челябинске Сергей Галикиев вновь одолел всех своих оппонентов и стал лучшим боксёром страны в категории до 60 кг. Находясь в числе лидеров российской национальной сборной, выступал на крупнейших международных турнирах, таких как чемпионат Европы в Бурсе и чемпионат мира в Тампере, однако попасть здесь в число призёров не смог — на европейском первенстве уже на стадии 1/16 финала уступил болгарину Тончо Тончеву, тогда как на мировом первенстве в 1/8 финала потерпел поражение от поляка Дариуша Снарского. Последний раз показал сколько-нибудь значимый результат в боксе в сезоне 1995 года, когда на международном турнире в Москве, посвящённом столетию российского бокса, дошёл до финала и проиграл соотечественнику Паате Гвасалии.